# Upsilon2 Eridani
Upsilon-2 Eridani / Theemin(Upsilon2 Eri, υ2 Eridani, υ2 Eri) es una estrella gigante amarilla de tipo espectral G situada en la constelación del Río Erídano1. Tiene una magnitud aparente de aproximadamente +3.817 y está a una distancia de 209 años luz.Tradicionalmente, tiene el nombre de Theemim, Theemin o Beemin.
En chino, 天園 (Tiān Yuán), significa "el huerto celeste en referencia al asterismo que contiene a υ2 Eridani, χ Eridani, φ Eridani, κ Eridani, HD 16754, HD 23319, θ Eridani, HD 24072, HD 24160, υ4 Eridani, 43 Eridani y υ1 Eridani. En consecuencia, υ2 Eridani por sí misma es conocida como 天園十二 (Tiān Yuán shíèr, en español: la decimosegunda estrella del huerto celeste.)